# Асистент (роман)
«Асистент» (англ. The Apprentice) — детективний трилер Тесс Геррітсен. Друга книга з серії романів про детектива Джейн Ріццолі та медичного експерта Мору Айлс (Rizzoli & Isles). Вперше опублікований 2002 року.

## Сюжет
Серія жахливих убивств знову сколихнуло весь Массачусетс. З'явився новий маніяк, якого охрестили «Домінантом». Пізно вночі він проникає до спалень подружніх пар та, знерухомивши чоловіка, ґвалтує перед ним його дружину. Закінчивши свій ритуал, Домінант перерізає чоловіку горло та залишає на місці злочину акуратно складену нічну сорочку (візитівка Хірурга). Дружину він забирає з собою, щоб незабаром вбити та залишити її тіло у віддалених хащах місцевого парку.
Наглядати за розслідуванням цієї справи приїжджає агент ФБР Гебріел Дін, який невідразу (аж наприкінці) повідомляє Ріццолі про схожі військові злочини, які скоювали у Боснії під час війни в Югославії. Злочинцем скоріш за все є колишнім військовим, який брав участь у тому збройному конфлікті. Між Діном та Джейн починається роман.
Ріццолі помічає певну схожість між Домінантом та Хірургом. У ході розслідування виявляється, що вона все-таки має рацію. Після втечі Воррена Гойта (ака Хірург) з в'язниці, обидва маніяки об'єднують свої сили та націлюють усю свою увагу на Джейн. Однак, вони вкотре недооцінюють свою жертву. Ріццолі вдається вбити Домінанта та тяжко поранити Хірурга.

## Український переклад
- Тесс Ґеррітсен. Асистент: роман. Переклад з англійської: І. О. Серебрякова. Харків: КСД, 2017. 352 стор. ISBN 978-617-12-3184-9